# Etihad Airways

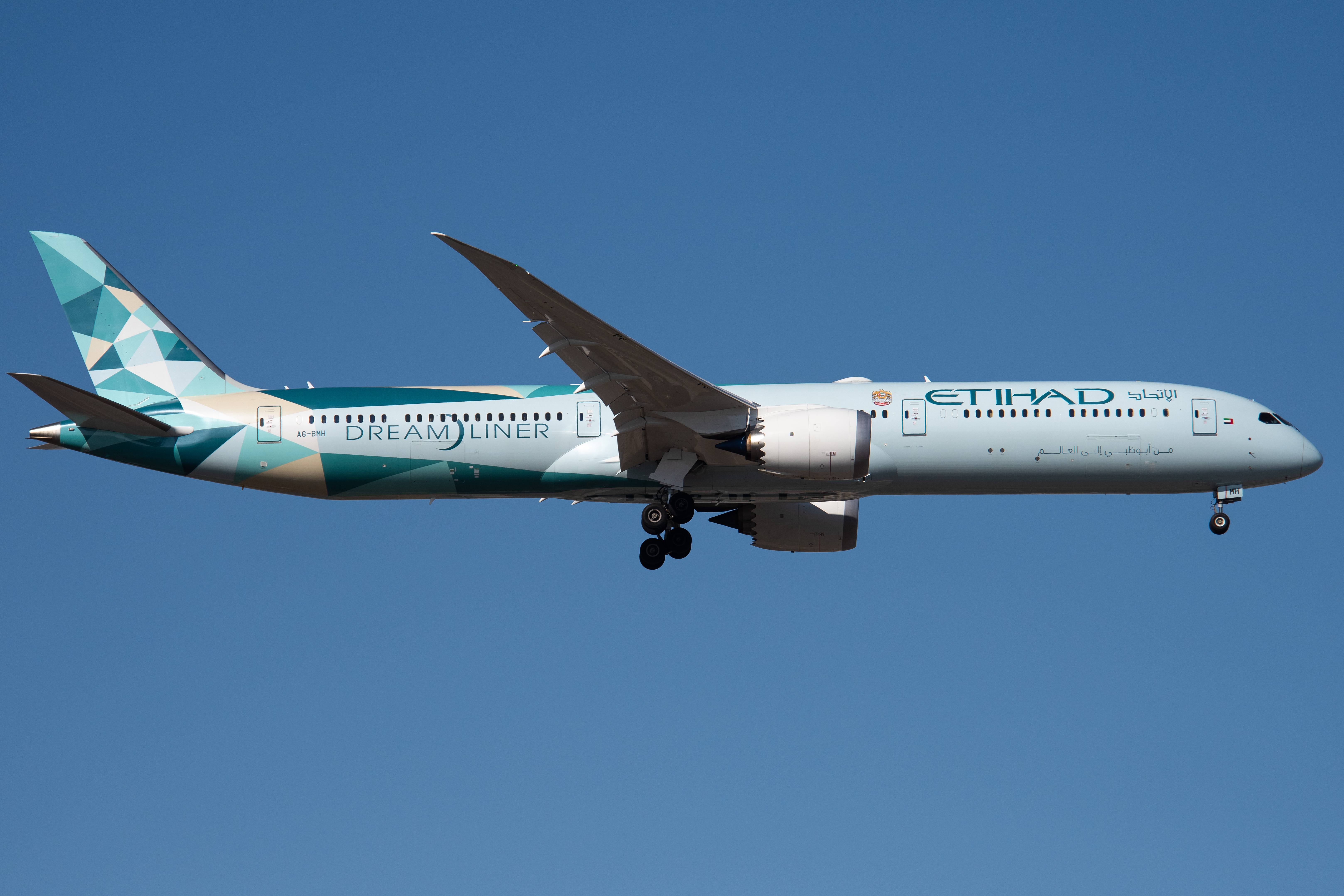
Boeing 787-10 ve speciálním zbarvení "Greenliner"

Etihad Airways (arabsky الإتحاد, ʼal-ʻitiħād) je vlajkový letecký dopravce Spojených arabských emirátů a druhý největší v zemi (po Emirates). Působí ze své hlavní základny na Mezinárodním letišti Abú Dhabí, sídlí v abudhabské čtvrti Khalifa City. Společnost v současnosti (2016) provozuje přibližně 1000 letů týdně do 100 destinací v Africe, Americe, Asii, Austrálii, Blízkém východu a Evropě. Etihad Airways jsou mateřskou společností Etihad Aviation Group, spadají pod ně také letecké společnosti Etihad Holidays a nákladní Etihad Cargo.
V roce 2010 přepravil Etihad 7,1 milionu pasažérů v porovnání s 340 000 pasažéry v roce 2004. Etihad byl oceněn World Travel Awards jako vedoucí aerolinka v letech 2009 a 2010. 12. října 2016 byl Etihad spolu s ANA, Asiana Airlines, Cathay Pacific, EVA Air, Garuda Indonesia, Hainan Airlines, Qatar Airways a Singapore Airlines označen společností Skytrax jako pětihvězdičková aerolinie.

## Historie

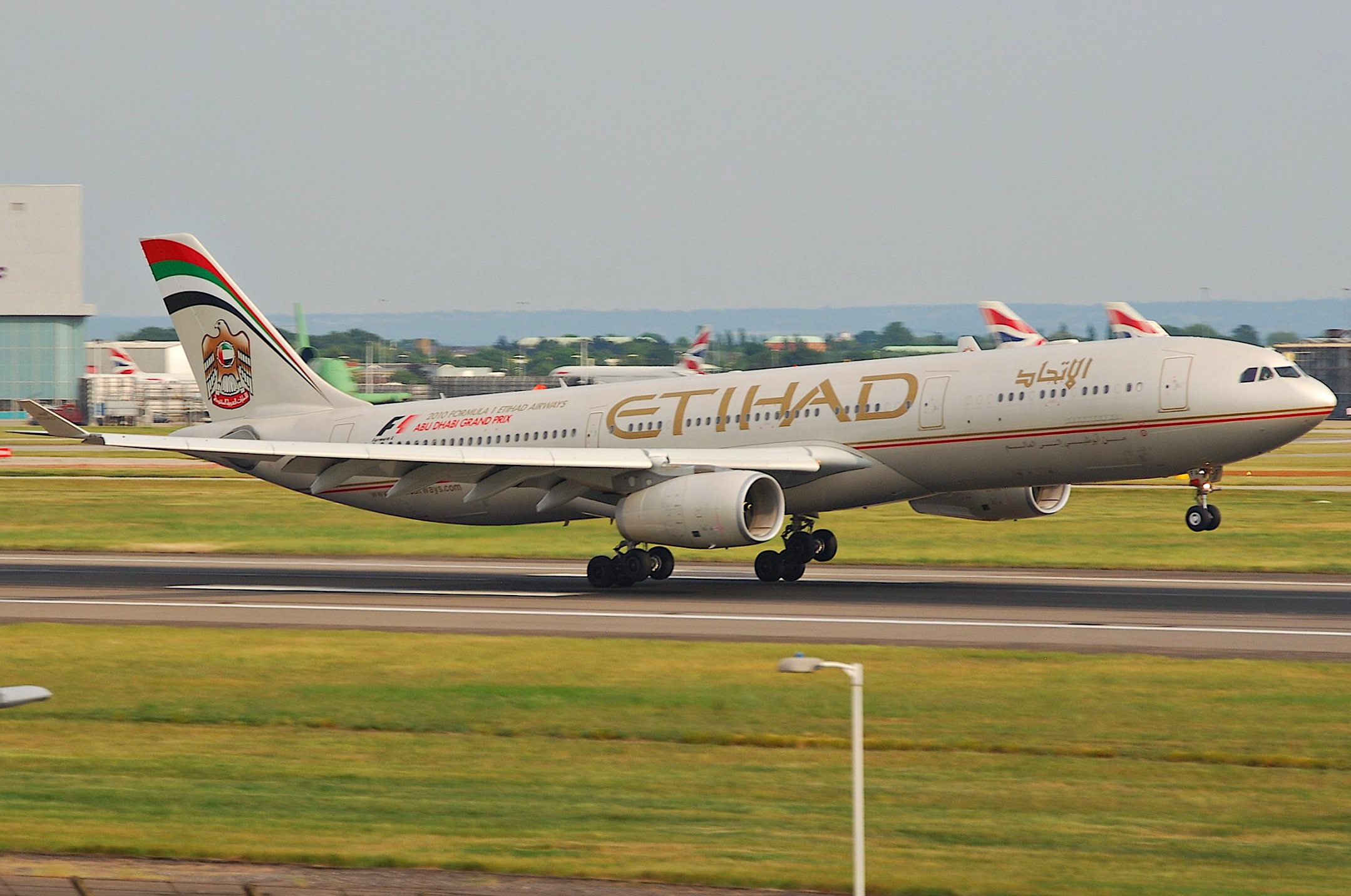
Airbus A330-300 ve starém livery společnosti, 2013

Etihad Airways byly založeny v roce 2003 šejkem Chalífou ibn Saíd an-Nahajánem. Počáteční kapitál společnosti činil 500 mil. AED (cca 2,55 mld. Kč). Ceremoniální a panenský let Etihadu proběhl do Al Ain 5. listopadu 2003 a 12. listopadu 2003 uvedl na trh lety do Bejrútu. Etihad se tím pádem stal nejrychleji rostoucími aeroliniemi světa v historii civilního letectví.
V červnu 2004 udělal Etihad kontrakt na pět objednávek Boeing 777-300ER v hodnotě 8 miliard dolarů a na 24 letadel Airbus, včetně čtyř A380-800. Dále v roce 2008 udělal největší objednávku letadel ve své době na Farnboroughském mezinárodním aerosalonu. Celkově na 205 strojů – 100 závazných objednávek, 55 opcí a 50 kupních práv.
Nyní obsazenost sedadel v letech dosahuje přibližně 74 %.[kdy?]

## Etihad Partners
Etihad provozuje také svojí alianci leteckých společností, v kterých má vlastnický podíl a provozují spolu codeshare (stav v roce 2016):
- Air Serbia (49% podíl)
- Air Seychelles (40%)
- Alitalia (49%)
- Virgin Australia (24,2%)

## Flotila

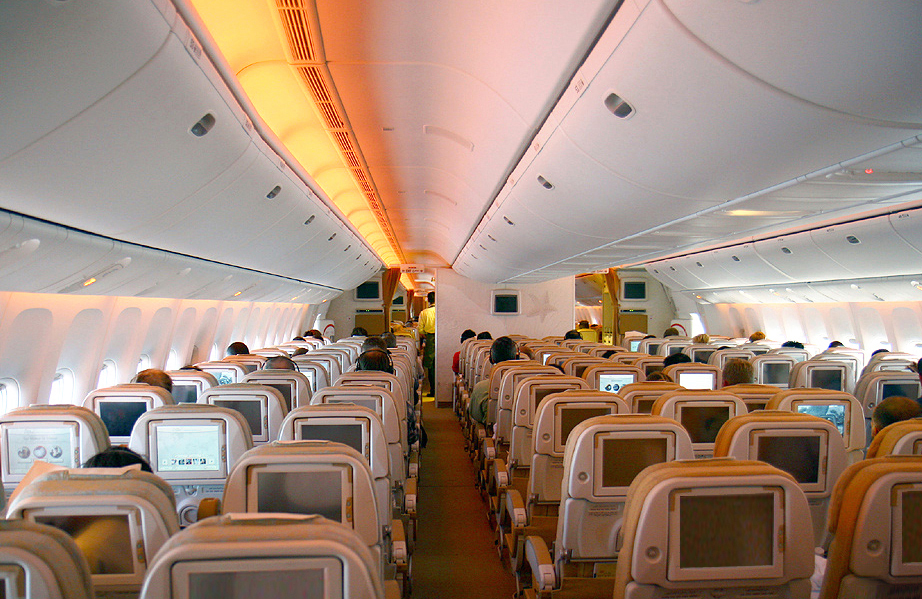
Interiér ekonomické třídy Etihad v Boeingu 777-300ER

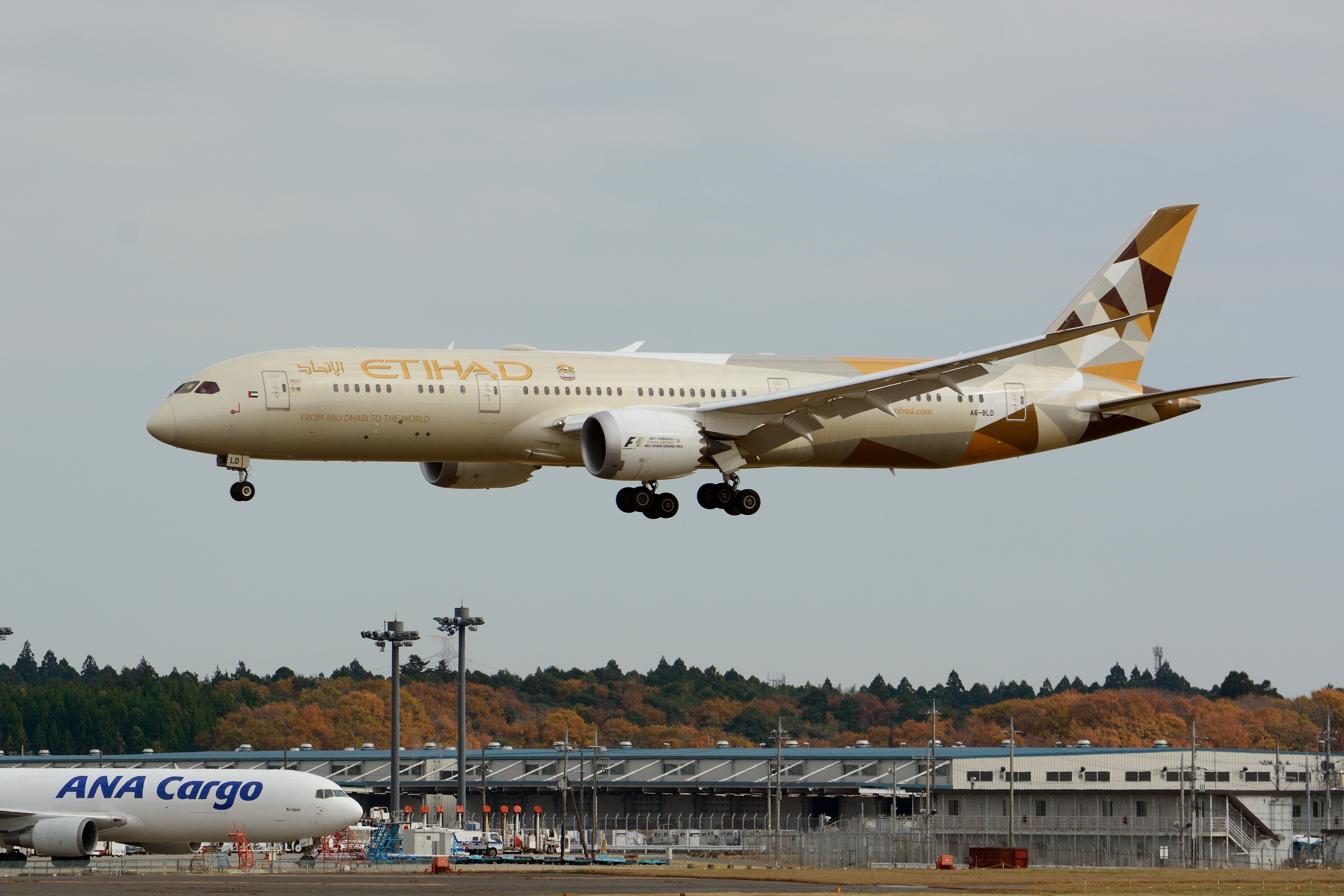
Přistávající Boeing 787-9 Etihad

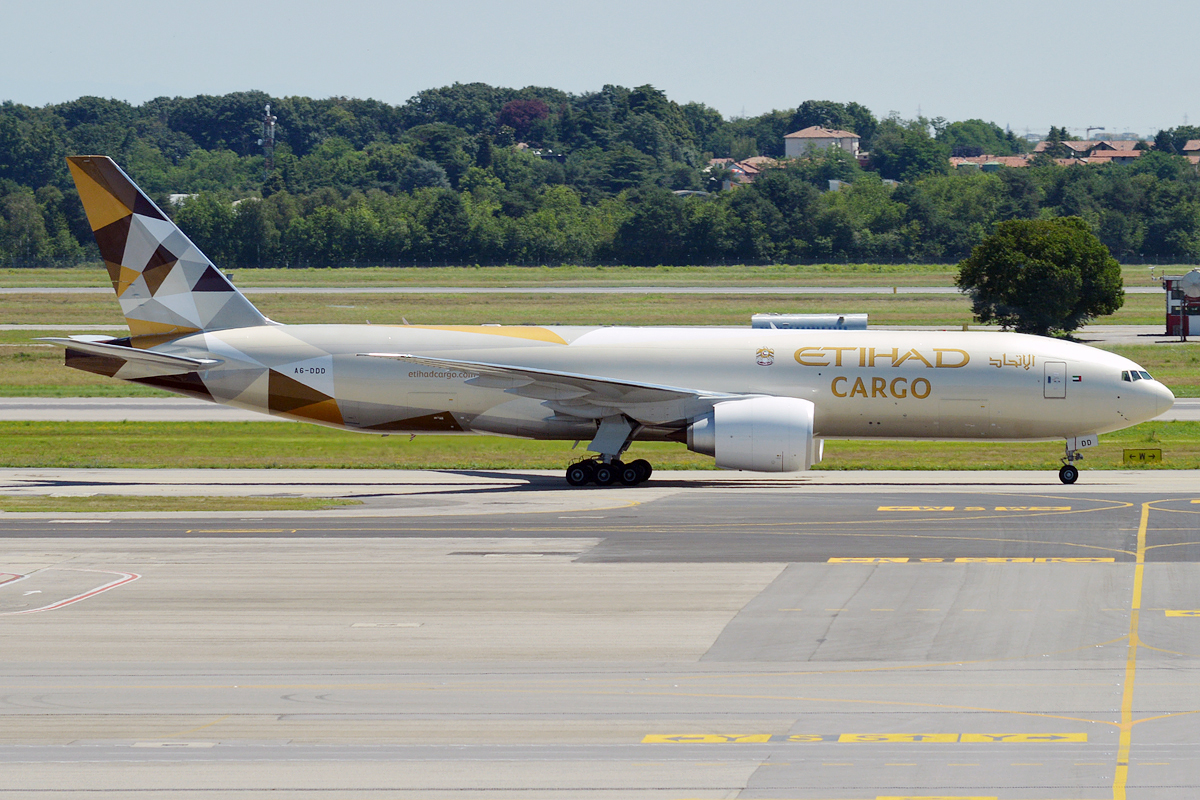
Boeing 777-F Etihad Cargo

### Současná
Flotila Etihad v listopadu 2016 čítala následující letouny:
| Letadlo          | Počet | Objednávky | Cestující | Cestující | Cestující | Cestující | Poznámky                        |
| Letadlo          | Počet | Objednávky | F         | C         | Y         | Celkem    | Poznámky                        |
| ---------------- | ----- | ---------- | --------- | --------- | --------- | --------- | ------------------------------- |
| Airbus A319-100  | 2     | —          | —         | 16        | 90        | 106       | Budou nahrazeny Airbusy A320neo |
| Airbus A320-200  | 23    | —          | —         | 12        | 114       | 126       |                                 |
| Airbus A320-200  | 23    | —          | —         | 16        | 120       | 136       |                                 |
| Airbus A320neo   | —     | 10         | ?         | ?         | ?         | ?         |                                 |
| Airbus A321-200  | 10    | —          | –         | 16        | 158       | 174       |                                 |
| Airbus A321neo   | —     | 15         | ?         | ?         | ?         | ?         |                                 |
| Airbus A330-200  | 19    | —          | —         | 22        | 240       | 262       |                                 |
| Airbus A330-200  | 19    | —          | —         | 18        | 236       | 254       |                                 |
| Airbus A330-300  | 6     | —          | 8         | 32        | 191       | 231       |                                 |
| Airbus A340-500  | 1     | —          | 12        | 28        | 200       | 240       |                                 |
| Airbus A340-600  | 7     | —          | 8         | 32        | 276       | 316       |                                 |
| Airbus A350-900  | —     | 40         | ?         | ?         | ?         | ?         | Dodávky začnou v roce 2017      |
| Airbus A350-1000 | 5     | 15         | ?         | ?         | ?         | ?         | Dodávky začnou v roce 2018      |
| Airbus A380-800  | 10    | -          | 11        | 70        | 415       | 496       |                                 |
| Boeing 777-8     | —     | 8          | ?         | ?         | ?         | ?         | První zákazník tohoto typu      |
| Boeing 777-9     | —     | 17         | ?         | ?         | ?         | ?         |                                 |
| Boeing 787-9     | 9     | 32         | 8         | 28        | 199       | 235       |                                 |
| Boeing 787-9     | 9     | 32         | —         | 28        | 272       | 300       |                                 |
| Boeing 787-10    | —     | 30         | ?         | ?         | ?         | ?         |                                 |
| Airbus A330-200F | 4     | 6          | Nákladní  | Nákladní  | Nákladní  | Nákladní  | První zákazník tohoto typu      |
| Boeing 747-400F  | 1     | —          | Nákladní  | Nákladní  | Nákladní  | Nákladní  | Vypůjčené od AtlasAir           |
| Boeing 777F      | 5     | 5          | Nákladní  | Nákladní  | Nákladní  | Nákladní  |                                 |
| Celkem           | 125   | 193        |           |           |           |           |                                 |

### Historická
Etihad v minulosti provozoval následující typy letadel:
- Airbus A300-600RF (2005–2010)
- Airbus A310-300F (2005–2006)
- Airbus A340-300 (2003–2008)
- Boeing 747-8F (2013–2016)
- Boeing 767-300ER (2004–2006)